# Йокшас, Андрюс
А́ндрюс Йо́кшас (лит. Andrius Jokšas; 12 января 1979, Вильнюс, Литовская ССР, СССР) — литовский футболист, полузащитник. Выступал в сборной Литвы.

## Биография

### Клубная карьера
Воспитанник клуба «Банга» из города Гаргждай. На профессиональном уровне в Литве играл за «Жальгирис-Вольмета», «Гележинис Вилкас» и «Жальгирис». Зимой 2000 года перешёл в криворожский «Кривбасс», в команде провёл полгода и сыграл в основе 17 матчей в которых забил 1 гол. Затем Йокшас сменил множество клубов, играл за «Крылья Советов», киевский «Арсенал», «Жальгирис», «Балтику», воронежский «Факел» и «Ворсклу». В январе 2005 года мог перейти в харьковский «Металлист».
В феврале 2006 года подписал двухлетний контракт с симферопольской «Таврией». В команде дебютировал 5 марта в домашнем матче против донецкого «Шахтёра» (1:1). В сезоне 2006/07 дошёл вместе с командой до полуфинала Кубка Украины. В январе 2008 года продлил свой контракт с клубом на год. Зимой 2010 года покинул «Таврию» и перешёл в белорусский клуб «Белшина». В чемпионате Белоруссии провёл 14 игр, в которых забил 1 гол. В сентябре 2010 года покинул команду.

### Карьера в сборной
Выступал за молодёжную сборную Литвы до 21 года. В национальной сборной Литвы играет с 1998 года, с перерывом.

## Достижения
«Жальгирис»
- Чемпион Литвы (1): 1998/99
- Серебряный призёр чемпионата Литвы (1): 1997/98

«Кривбасс»
- Бронзовый призёр чемпионата Украины (1): 1999/00

«Экранас»
- Чемпион Литвы (1): 2011
- Обладатель Кубка Литвы (1): 2011

«Атлантас»
- Серебряный призёр чемпионата Литвы (1): 2013
- Бронзовый призёр чемпионата Литвы (2): 2014, 2015